# 溫氏短鬚石首魚
溫氏短鬚石首魚為輻鰭魚綱鱸形目鱸亞目石首魚科的其中一種，分布中東太平洋的下加利福尼亞半島海域，棲息深度15-100公尺，體長可達30公分，棲息在沿海海域。